# تجمع وادي كساي (حجر)

تعديل مصدري - تعديل

تجمع وادي كساي هي إحدى قرى عزلة الجول بمديرية حجر التابعة لمحافظة حضرموت، بلغ تعداد سكانها 42 نسمة حسب تعداد اليمن لعام 2004.